# 1968 год в кино

## Фильмы

### Мировое кино
- «Барбарелла»/Barbarella, Франция-Италия (реж. Роже Вадим)
- «Блеф Кугана»/Coogan's Bluff, США (реж. Дон Сигел)
- «Верёвка и кольт»/Une corde... un colt..., Франция-Италия (реж. Робер Оссейн)
- «Вздёрни их повыше»/Hang 'Em High, США (реж. Тед Пост)
- «Возвращение Монте-Кристо»/Sous Le Signe De Monte-cristo, Франция (реж. Андрэ Юнебель)
- «Всё на продажу»/Wszystko na sprzedaż, Польша (реж. Анджей Вайда)
- «Выход дьявола»/The Devil Rides Out, Великобритания (реж. Теренс Фишер)
- «Дело Томаса Крауна»/The Thomas Crown Affair, США (реж. Норман Джуисон)
- «Дракула поднимается из могилы»/Dracula Has Risen From the Grave, Великобритания (реж. Фредди Фрэнсис)
- «Если»/If...., Великобритания (реж. Линдсей Андерсон)
- «Жандарм женится»/Le Gendarme se marie, Франция-Италия (реж. Жан Жиро)
- «Золотая ласточка»/金燕子/Golden Swallow, Гонконг (реж. Чжан Чэ)
- «Космическая одиссея 2001 года»/2001: A Space Odyssey, Великобритания-США (реж. Стэнли Кубрик)
- «Невеста была в чёрном»/La mariée était en noir, Франция-Италия (реж. Франсуа Трюффо)
- «Ночь живых мертвецов»/Night of the Living Dead, США (реж. Джордж Ромеро)
- «Однажды на Диком Западе»/C'era una volta il West, Италия-США (реж. Серджо Леоне)
- «Оливер»/Oliver!, Великобритания (реж. Кэрол Рид)
- «Пусть говорят»/Digan lo que digan, Испания — Аргентина (реж. Марио Камус)
- «Планета обезьян»/Planet of the apes, США (реж. Шеффнер, Франклин)
- «Ребёнок Розмари»/Rosemary's Baby, США (реж. Роман Полански)
- «Ромео и Джульетта»/Romeo And Juliet, Великобритания-Италия (реж. Франко Дзеффирелли)
- «Сожжённая карта»/燃え尽きた地図, Япония (реж. Хироси Тэсигахара)
- «Стыд»/Skammen, Швеция (реж. Ингмар Бергман)
- «Теорема»/Teorema, Италия (реж. Пьер Паоло Пазолини)
- «Три шага в бреду» / Histoires Extraordinaires, Франция — Италия (реж. Роже Вадим, Луи Малль, Федерико Феллини)
- «Украденные поцелуи»/Baisers volés, Франция (реж. Франсуа Трюффо)
- «Час волка»/Vargtimmen, Швеция (реж. Ингмар Бергман)
- «Час огней»/Hora de los hornos, документальный, Аргентина (реж. Пино Соланас)
- «Шалако»/Shalako, США (реж. Эдвард Дмитрык)

### Советское кино
В 1968 году решением Совета министров СССР было создано Всесоюзное объединение по совместным постановкам кинофильмов и оказанию производственно-творческих услуг зарубежным киностудиям и кинофирмам «Совинфильм», внешнеторговая организация  в системе Госкино СССР.

#### Фильмы Азербайджанской ССР
- «Именем закона», (реж. Мухтар Дадашев)

#### Фильмы Армянской ССР
- «Цвет граната», (реж. Сергей Параджанов)

#### Фильмы БССР
- «Годен к нестроевой», (реж. Владимир Роговой)
- «Десятая доля пули»
- «Желаю удачи»
- «Иван Макарович», (реж. Игорь Добролюбов)
- «Надпись на зрубе»
- «Стрекозиные крылья»
- «Шаги по земле»

#### Фильмы Грузинской ССР
- «Большая зелёная долина», (реж. Мераб Кокочашвили)
- «Необыкновенная выставка», (реж. Эльдар Шенгелая)
- Тариэл Голуа», (реж. Леван Хотивари)

#### Фильмы Латвийской ССР
- «24-25 не возвращается», (реж. Алоиз Бренч)
- Времена землемеров / Mērnieku laiki — Волдемар Пуце
- За поворотом — поворот / Ceļazīmes — Ольгерт Дункерс

#### Фильмы РСФСР
- «Братья Карамазовы», (реж. Иван Пырьев)
- «Бриллиантовая рука», (реж. Леонид Гайдай)
- «Виринея», (реж. Владимир Фетин)
- «Годен к нестроевой», (реж. Владимир Роговой)
- «Деревенский детектив», (реж. Иван Лукинский)
- «Доживём до понедельника», (реж. Станислав Ростоцкий)
- «Ещё раз про любовь», (реж. Георгий Натансон)
- «Живой труп», (реж. Владимир Венгеров)
- «Журавушка», (реж. Николай Москаленко)
- «Зигзаг удачи», (реж. Эльдар Рязанов)
- «Золотой телёнок» (реж. Михаил Швейцер)
- «Интервенция», (реж. Геннадий Полока)
- «Конец «Сатурна»», (реж. Вилен Азаров)
- «Любить», (реж. Михаил Калик)
- «Мёртвый сезон», (реж. Савва Кулиш)
- «Моабитская тетрадь», (реж. Леонид Квинихидзе)
- «Мужской разговор», (реж. Игорь Шатров)
- «На войне как на войне», (реж. Виктор Трегубович)
- «Новые приключения неуловимых», (реж. Эдмонд Кеосаян)
- «Огонь, вода и… медные трубы», (реж. Александр Роу)
- «Ошибка резидента», (реж. Вениамин Дорман)
- «Семь стариков и одна девушка», (реж. Евгений Карелов)
- «Служили два товарища», (реж. Евгений Карелов)
- «Снегурочка», (реж. Павел Кадочников)
- «Старая, старая сказка», (реж. Надежда Кошеверова)
- «Угрюм-река», (реж. Ярополк Лапшин)
- «Урок литературы», (реж. Алексей Коренев)
- «Хозяин тайги» (р/п. Владимир Назаров).
- «Щит и меч», (реж. Владимир Басов)
- «Это было в разведке», (реж. Лев Мирский)

#### Фильмы совместных производителей

##### Двух и более стран
- «Освобождение», (реж Юрий Озеров)

#### Фильмы УССР
- «Аннычка», (реж.	Борис Ивченко)
- «День ангела», (реж. Станислав Говорухин)
- «Подарок», (первый кукольный мультфильм киностудии «Киевнаучфильм»).

## Лидеры проката
- «Щит и меч» (4 серии), (режиссёр Владимир Басов) — 1 место, 68 300 000 + 66 300 000 + 46 900 000 + 46 900 000 зрителей
- «Новые приключения неуловимых», (реж. Эдмонд Кеосаян) — 2 место, 66 200 000 зрителей
- «Бабье царство», (режиссёр Алексей Салтыков) — 4 место, 49 600 000 зрителей
- «Путь в «Сатурн»», (режиссёр Вилен Азаров) — 4 место, 48 200 000 зрителей
- «Конец «Сатурна»», (режиссёр Вилен Азаров) — 7 место, 42 700 000 зрителей
- «Ещё раз про любовь», (режиссёр Георгий Натансон) — 12 место, 36 700 000 зрителей.
- «Вертикаль», (режиссёр Станислав Говорухин и Борис Дуров) — 32 800 000 зрителей

## Персоналии

### Родились
- 28 января — Ольга Кабо, актриса театра и кино, заслуженная артистка России.
- 18 февраля — Молли Рингуолд, американская актриса, певица и танцовщица.
- 2 марта — Дэниел Крейг, английский актёр, исполнитель роли Джеймса Бонда.
- 4 марта — Пэтси Кенсит, британская актриса и певица.
- 7 мая — Трейси Лордз, американская модель, актриса, певица, писатель и деятель киноиндустрии.
- 20 июня — Роберт Родригес, режиссёр, продюсер, сценарист, оператор, композитор, монтажёр.
- 20 июля — Карлус Салданья, бразильский режиссёр-мультипликатор.
- 28 августа — Билли Бойд, шотландский актёр и музыкант.
- 28 сентября — Наоми Уоттс, англо-австралийская актриса и продюсер.
- 12 октября — Хью Джекман, австралийский актёр театра, кино, телевидения и озвучивания, ведущий, продюсер.
- 3 декабря — Брендан Фрэйзер, американо-канадский актёр.
- 18 декабря — Каспер Ван Дин, американский киноактёр.

### Скончались
- 30 января — Иван Братанов, болгарский актёр театра и кино.
- 7 февраля — Иван Пырьев, советский кинорежиссёр.